# Helena Gutarra
Helena Virginia Gutarra, född den 4 februari 1978 i Botkyrka församling i Stockholms län, är en svensk sångerska.

## Karriär
Helena Gutarra kom under uppväxtåren till Andersberg Gävle. Hon har tidigare körat åt bland annat Florence Valentin och Stefan Sundström.
Hon slog igenom 2008 som sångerska i det svenska punkrockbandet La Puma. I The Voice Sverige som sändes 2012 på TV4 deltog hon och tävlade för rapparen Petters lag. Samma år spelade hon tillsammans med Still Pee & Ru (André Möllerfors och Thomas Rusiak) in Melt Like Ice som var titelspåret till filmen Hamilton – Men inte om det gäller din dotter. 2013 släppte hon sin första singel som soloartist, Dicksuckin', som producerades av Thomas Rusiak och Torbjörn Gjers.
Hon deltog med låten "You Carved Your Name" tillsammans med Swingfly i SVT:s Melodifestivalen 2016. De fick lämna tävlingen  efter den tredje deltävlingen i Norrköping den 21 februari 2016.

## Diskografi

### Med LaPuma
- 2008 - Slave for the Rabbitboy

### Soloartist
- 2013 - Dicksuckin' (singel)
- 2014 - Let's Get Fxxxed One Last Time (singel)
- 2017 - Dark Love (singel)
- 2019 - Slayer (singel)
- 2019 - Costa Rica (singel)